# Psychotria candelabrum
Psychotria candelabrum är en måreväxtart som beskrevs av Paul Carpenter Standley. Psychotria candelabrum ingår i släktet Psychotria och familjen måreväxter. Inga underarter finns listade i Catalogue of Life.